# Okręt nawodny

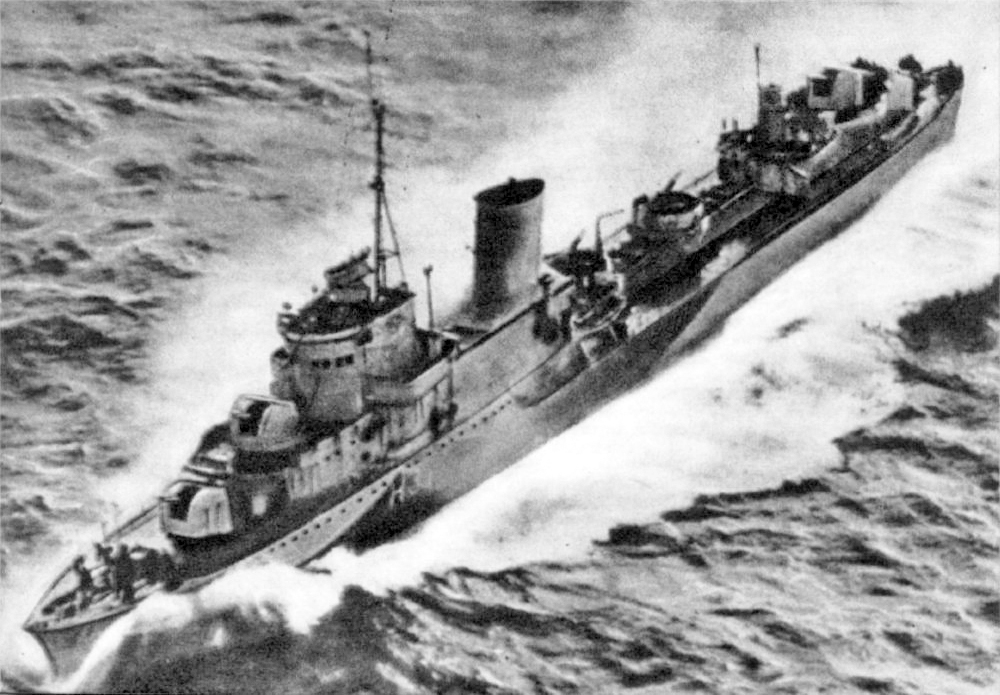
Niszczyciel ORP "Błyskawica"

Okręt nawodny – termin określający ogół klas okrętów bojowych, niemogących się całkowicie zanurzyć pod powierzchnię wody i wykonujących zadania wyłącznie w położeniu nawodnym. Obejmuje wszystkie klasy okrętów bojowych poza okrętami podwodnymi.
Do okrętów nawodnych zaliczane są w polskiej terminologii m.in. okręty lotnicze, okręty liniowe, okręty artyleryjsko-torpedowe, okręty rakietowe, okręty desantowe oraz poszczególne klasy okrętów do nich należące (np. lotniskowiec, niszczyciel, fregata, kuter rakietowy). Nie są do nich zaliczane natomiast okręty specjalne (w tym np. obrony przeciwminowej) oraz pomocnicze jednostki pływające, niebędące okrętami bojowymi, mimo że wykonują zadania w położeniu nawodnym.